# Моласільйос
Моласільйос (ісп. Molacillos) — муніципалітет в Іспанії, у складі автономної спільноти Кастилія-і-Леон, у провінції Самора. Населення — 281 особа (2010).
Муніципалітет розташований на відстані близько 210 км на північний захід від Мадрида, 11 км на північний схід від Самори.

## Демографія
Динаміка населення (INE ):

## Галерея зображень

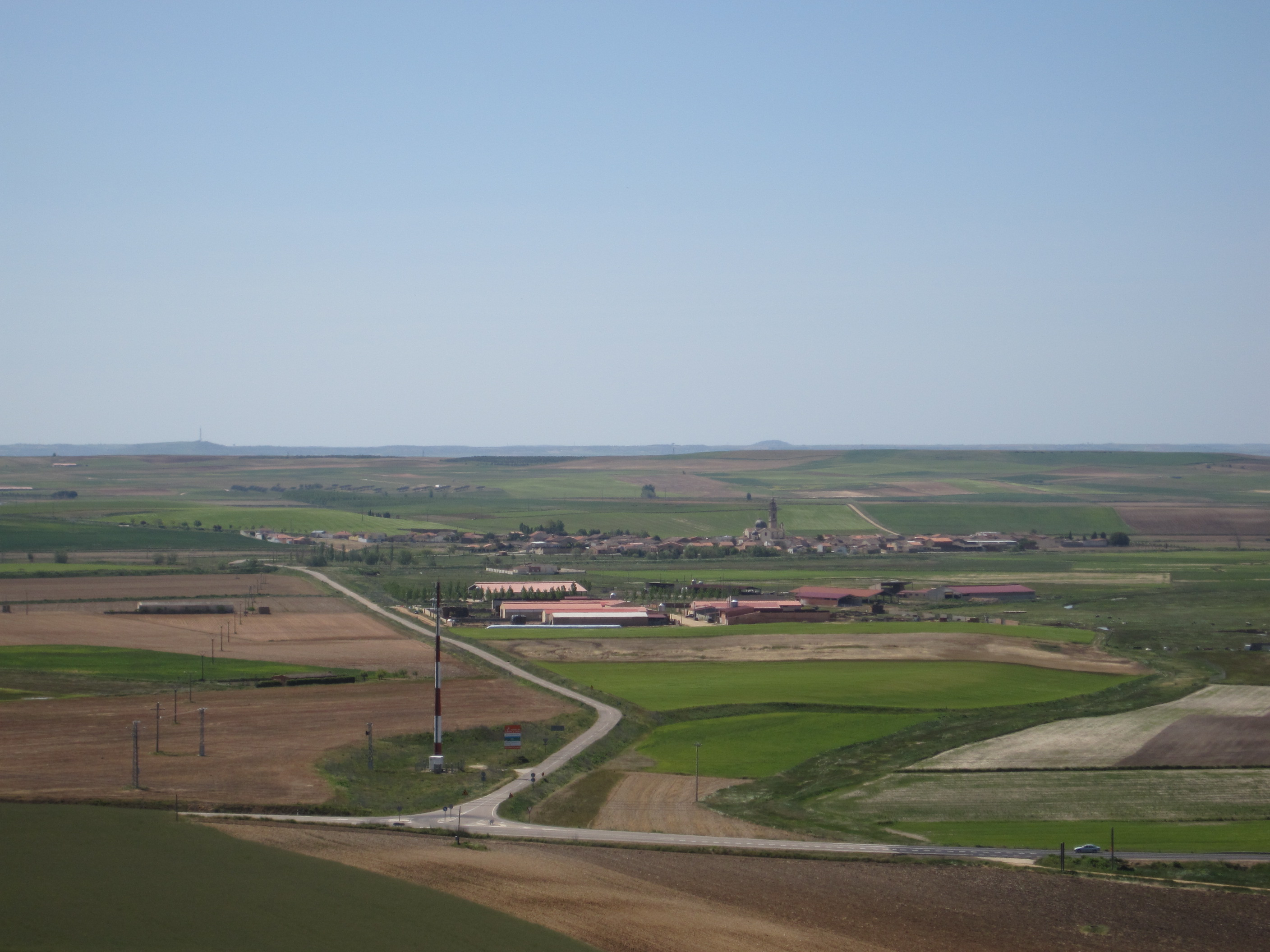
Моласільйос